# Campionato mondiale di hockey su ghiaccio - Prima Divisione 2015
Il Campionato mondiale di hockey su ghiaccio - Prima Divisione 2015 è un torneo di hockey su ghiaccio organizzato dall'International Ice Hockey Federation. Il torneo si è disputato fra il 13 e il 25 aprile 2015. Le dodici squadre partecipanti sono state divise in due gironi da sei ciascuno. Il gare del Gruppo A si sono svolte a Cracovia, in Polonia, dopo il ritiro della candidatura da parte di Donec'k in Ucraina. Le partite del Gruppo B invece si sono giocate a Eindhoven, nei Paesi Bassi. Il Kazakistan e l'Ungheria, prima e seconda del Gruppo A, si sono garantite la partecipazione al Campionato mondiale di hockey su ghiaccio maschile 2016, mentre l'Ucraina è stata retrocessa per il 2016 in Prima Divisione - Gruppo B. Nel Gruppo B la Corea del Sud ha conquistato la promozione in Prima Divisione - Gruppo A, mentre i Paesi Bassi, ultimi classificati, sono stati retrocessi in Seconda Divisione - Gruppo A.

## Partecipanti

### Gruppo A
| Nazionale  | Qualificazione                                                         |
| ---------- | ---------------------------------------------------------------------- |
| Italia     | Quindicesima e retrocessa dal Gruppo A del 2014.                       |
| Kazakistan | Sedicesima e retrocessa dal Gruppo A del 2014.                         |
| Giappone   | Terzo nella Prima Divisione - Gruppo A del 2014.                       |
| Ucraina    | Quarta nella Prima Divisione - Gruppo A del 2014.                      |
| Ungheria   | Quinta nella Prima Divisione - Gruppo A del 2014.                      |
| Polonia    | Ospitante, prima e promossa dalla Prima Divisione - Gruppo B del 2014. |

### Gruppo B
| Nazionale     | Qualificazione                                                |
| ------------- | ------------------------------------------------------------- |
| Corea del Sud | Sesta e retrocesso dalla Prima Divisione - Gruppo A del 2014. |
| Croazia       | Seconda nella Prima Divisione - Gruppo B del 2014.            |
| Lituania      | Terza nella Prima Divisione - Gruppo B del 2014.              |
| Regno Unito   | Quarto nella Prima Divisione - Gruppo B del 2014.             |
| Paesi Bassi   | Ospitante, quinti nella Prima Divisione - Gruppo B del 2014.  |
| Estonia       | Prima e promossa dalla Seconda Divisione - Gruppo A del 2014. |

## Gruppo A

### Incontri
| Cracovia 19 aprile 2015, ore 13:00 UTC+2 | Ungheria | 4 – 2 (1-1; 1-1; 2-0) referto | Giappone | Kraków Arena (2.543 spett.) |

| Cracovia 19 aprile 2015, ore 16:30 UTC+2 | Ucraina | 2 – 5 (0-2; 0-1; 2-2) referto | Kazakistan | Kraków Arena (2.108 spett.) |

| Cracovia 19 aprile 2015, ore 20:00 UTC+2 | Polonia | 1 – 2 (0-1; 1-1; 0-0) referto | Italia | Kraków Arena (9.456 spett.) |

| Cracovia 20 aprile 2015, ore 13:00 UTC+2 | Kazakistan | 5 – 0 (1-0; 3-0; 1-0) referto | Ungheria | Kraków Arena (3.289 spett.) |

| Cracovia 20 aprile 2015, ore 16:30 UTC+2 | Italia | 2 – 1 (d.t.s.) (0-0; 1-1; 0-0) referto | Ucraina | Kraków Arena (1.392 spett.) |

| Cracovia 20 aprile 2015, ore 20:00 UTC+2 | Giappone | 0 – 2 (0-0; 0-0; 0-2) referto | Polonia | Kraków Arena (2.662 spett.) |

| Cracovia 22 aprile 2015, ore 13:00 UTC+2 | Kazakistan | 7 – 2 (3-0; 0-0; 4-2) referto | Giappone | Kraków Arena (2.479 spett.) |

| Cracovia 22 aprile 2015, ore 16:30 UTC+2 | Italia | 1 – 4 (0-2; 0-0; 1-2) referto | Ungheria | Kraków Arena (3.125 spett.) |

| Cracovia 22 aprile 2015, ore 20:00 UTC+2 | Polonia | 3 – 2 (0-0; 1-0; 2-2) referto | Ucraina | Kraków Arena (5.975 spett.) |

| Cracovia 23 aprile 2015, ore 13:00 UTC+2 | Giappone | 3 – 2 (0-1; 1-0; 2-1) referto | Italia | Kraków Arena (2.572 spett.) |

| Cracovia 23 aprile 2015, ore 16:30 UTC+2 | Ucraina | 2 – 4 (0-0; 2-1; 0-3) referto | Ungheria | Kraków Arena (3.774 spett.) |

| Cracovia 23 aprile 2015, ore 20:00 UTC+2 | Kazakistan | 3 – 2 (0-0; 2-1; 1-1) referto | Polonia | Kraków Arena (9.067 spett.) |

| Cracovia 25 aprile 2015, ore 13:00 UTC+2 | Giappone | 3 – 1 (0-0; 3-1; 0-0) referto | Ucraina | Kraków Arena (2.467 spett.) |

| Cracovia 25 aprile 2015, ore 16:30 UTC+2 | Italia | 0 – 3 (0-1; 0-0; 0-2) referto | Kazakistan | Kraków Arena (3.110 spett.) |

| Cracovia 25 aprile 2015, ore 20:00 UTC+2 | Ungheria | 2 – 1 (0-0; 0-0; 2-1) referto | Polonia | Kraków Arena (12.632 spett.) |

### Classifica
| Pos. |            | PG | V | VOT | POT | P | GF | GS | DR  | Pt |
| 1.   | Kazakistan | 5  | 5 | 0   | 0   | 0 | 23 | 6  | +17 | 15 |
| 2.   | Ungheria   | 5  | 4 | 0   | 0   | 1 | 14 | 11 | +3  | 12 |
| 3.   | Polonia    | 5  | 2 | 0   | 0   | 3 | 9  | 9  | 0   | 6  |
| 4.   | Giappone   | 5  | 2 | 0   | 0   | 3 | 10 | 16 | -6  | 6  |
| 5.   | Italia     | 5  | 1 | 1   | 0   | 3 | 7  | 12 | -5  | 5  |
| 6.   | Ucraina    | 5  | 0 | 0   | 1   | 4 | 8  | 17 | -9  | 1  |

### Riconoscimenti individuali
- Miglior portiere: Przemysław Odrobny -  Polonia
- Miglior difensore: Kevin Dallman -  Kazakistan
- Miglior attaccante: Roman Starčenko -  Kazakistan

### Classifica marcatori
| Giocatore             | PG | G | A | Pt | +/- | MP |
| --------------------- | -- | - | - | -- | --- | -- |
| Roman Starčenko       | 5  | 4 | 2 | 6  | +8  | 6  |
| Kevin Dallman         | 4  | 3 | 3 | 6  | +5  | 0  |
| Konstantin Rudenko    | 5  | 3 | 3 | 6  | +6  | 2  |
| Evgenij Rymarev       | 5  | 3 | 3 | 6  | +3  | 0  |
| Vadim Krasnoslobodcev | 5  | 2 | 4 | 6  | +4  | 0  |
| Andrew Sarauer        | 5  | 2 | 4 | 6  | +7  | 2  |
| Dániel Koger          | 5  | 3 | 2 | 5  | +4  | 2  |
| Marcin Kolusz         | 5  | 2 | 3 | 5  | +2  | 0  |
| Mateusz Rompkowski    | 5  | 2 | 3 | 5  | +2  | 4  |
| Frank Banham          | 5  | 1 | 4 | 5  | +3  | 2  |

Fonte: IIHF.com

### Classifica portieri
| Giocatore          | Min    | TC  | GS | SO | MGS  | Sv%   |
| ------------------ | ------ | --- | -- | -- | ---- | ----- |
| Przemysław Odrobny | 185:39 | 82  | 3  | 1  | 0.97 | 96.47 |
| Pavel Poluėktov    | 300:00 | 93  | 6  | 2  | 1.20 | 93.94 |
| Miklós Rajna       | 240:00 | 73  | 6  | 0  | 1.50 | 92.41 |
| Yutaka Fukufuji    | 252:52 | 100 | 11 | 0  | 2.56 | 90.09 |
| Andreas Bernard    | 306:20 | 92  | 11 | 0  | 2.21 | 89.32 |

Fonte: IIHF.com

### Roster dell'Italia
Allenatore:  Stefan Mair.
Lista dei convocati aggiornata al 19 aprile 2015.
| N. | Pos. | Nome                | Anno | Alt. | Peso | Tiro | Squadra             |
| -- | ---- | ------------------- | ---- | ---- | ---- | ---- | ------------------- |
| 1  | P    | Andreas Bernard     | 1990 | 184  | 80   | L    | SaiPa               |
| 2  | D    | Alex Trivellato     | 1993 | 189  | 83   | L    | Eisbären Berlin     |
| 3  | A    | Markus Gander       | 1989 | 187  | 90   | R    | Bolzano             |
| 4  | D    | Daniel Sullivan     | 1982 | 181  | 88   | L    | Asiago              |
| 5  | A    | Luca Zanatta        | 1991 | 185  | 90   | L    | Valais-Chablais     |
| 8  | A    | Marco Insam         | 1989 | 187  | 92   | R    | Bolzano             |
| 9  | D    | Armin Hofer         | 1987 | 184  | 88   | L    | Val Pusteria        |
| 10 | A    | Brian Ihnacak       | 1985 | 183  | 86   | R    | Vålerenga           |
| 11 | A    | Luca Frigo          | 1993 | 182  | 76   | L    | Valpellice          |
| 13 | A    | Nathan DiCasmirro   | 1978 | 179  | 88   | L    | Valpellice          |
| 14 | D    | Michael Zanatta     | 1989 | 181  | 80   | R    | Valais-Chablais     |
| 15 | A    | Luca Felicetti      | 1981 | 166  | 75   | L    | Ritten-Renon        |
| 16 | A    | Giovanni Morini     | 1995 | 187  | 82   | L    | Lugano              |
| 17 | D    | Alexander Egger     | 1979 | 186  | 88   | L    | Bolzano             |
| 18 | A    | Anton Bernard - C   | 1989 | 178  | 82   | R    | Bolzano             |
| 19 | A    | Raphael Andergassen | 1993 | 177  | 73   | R    | Val Pusteria        |
| 22 | A    | Diego Kostner - A   | 1992 | 183  | 75   | R    | Lugano              |
| 24 | A    | Joachim Ramoser     | 1995 | 178  | 88   | L    | Red Bull Salisburgo |
| 25 | D    | Stefano Marchetti   | 1986 | 180  | 74   | L    | Asiago              |
| 26 | D    | Armin Helfer - A    | 1980 | 187  | 86   | L    | Val Pusteria        |
| 28 | A    | Alex Frei           | 1993 | 185  | 88   | L    | Milano Rossoblu     |
| 30 | P    | Thomas Tragust      | 1986 | 171  | 83   | L    | Neumarkt-Egna       |

LEGENDA:

P = Portiere, D = Difensore, A = Attaccante, L = sinistra, R = destra

## Gruppo B

### Incontri
| Eindhoven 13 aprile 2015, ore 13:30 UTC+2 | Regno Unito | 3 – 2 (d.t.s.) (0-1; 0-0; 2-1; 1-0) referto | Croazia | IJssportcentrum (750 spett.) |

| Eindhoven 13 aprile 2015, ore 17:00 UTC+2 | Estonia | 3 – 7 (1-2; 1-3; 1-2) referto | Corea del Sud | IJssportcentrum (750 spett.) |

| Eindhoven 13 aprile 2015, ore 20:30 UTC+2 | Paesi Bassi | 0 – 1 (0-1; 0-0; 0-0) referto | Lituania | IJssportcentrum (1.500 spett.) |

| Eindhoven 14 aprile 2015, ore 13:30 UTC+2 | Estonia | 1 – 2 (0-1; 1-0; 0-1) referto | Regno Unito | IJssportcentrum (500 spett.) |

| Eindhoven 14 aprile 2015, ore 17:00 UTC+2 | Croazia | 4 – 1 (0-1; 2-0; 2-0) referto | Lituania | IJssportcentrum (350 spett.) |

| Eindhoven 14 aprile 2015, ore 20:30 UTC+2 | Corea del Sud | 7 – 1 (2-0; 3-1; 2-0) referto | Paesi Bassi | IJssportcentrum (920 spett.) |

| Eindhoven 16 aprile 2015, ore 13:30 UTC+2 | Lituania | 6 – 1 (2-0; 0-1; 4-0) referto | Estonia | IJssportcentrum (300 spett.) |

| Eindhoven 16 aprile 2015, ore 17:00 UTC+2 | Corea del Sud | 2 – 3 (1-0; 1-2; 0-1) referto | Regno Unito | IJssportcentrum (700 spett.) |

| Eindhoven 16 aprile 2015, ore 20:30 UTC+2 | Croazia | 2 – 5 (2-2; 0-1; 0-2) referto | Paesi Bassi | IJssportcentrum (1.350 spett.) |

| Eindhoven 18 aprile 2015, ore 13:30 UTC+2 | Lituania | 0 – 5 (0-0; 0-3; 0-2) referto | Corea del Sud | IJssportcentrum (1.500 spett.) |

| Eindhoven 18 aprile 2015, ore 17:00 UTC+2 | Croazia | 5 – 2 (1-2; 2-0; 2-0) referto | Estonia | IJssportcentrum |

| Eindhoven 18 aprile 2015, ore 20:30 UTC+2 | Regno Unito | 3 – 2 (3-1; 0-0; 0-1) referto | Paesi Bassi | IJssportcentrum (2.500 spett.) |

| Eindhoven 19 aprile 2015, ore 13:30 UTC+2 | Corea del Sud | 9 – 4 (1-1; 5-2; 3-1) referto | Croazia | IJssportcentrum (1.500 spett.) |

| Eindhoven 19 aprile 2015, ore 17:00 UTC+2 | Lituania | 3 – 2 (0-1; 2-0; 1-1) referto | Regno Unito | IJssportcentrum (1.800 spett.) |

| Eindhoven 19 aprile 2015, ore 20:30 UTC+2 | Paesi Bassi | 1 – 3 (0-2; 1-0; 0-1) referto | Estonia | IJssportcentrum (1.500 spett.) |

### Classifica
| Pos. |               | PG | V | VOT | POT | P | GF | GS | DR  | Pt |
| 1.   | Corea del Sud | 5  | 4 | 0   | 0   | 1 | 30 | 11 | +19 | 12 |
| 2.   | Regno Unito   | 5  | 3 | 1   | 0   | 1 | 13 | 10 | +3  | 11 |
| 3.   | Lituania      | 5  | 3 | 0   | 0   | 2 | 11 | 12 | -1  | 9  |
| 4.   | Croazia       | 5  | 2 | 0   | 1   | 2 | 16 | 20 | -4  | 7  |
| 5.   | Estonia       | 5  | 1 | 0   | 0   | 4 | 10 | 21 | -11 | 3  |
| 6.   | Paesi Bassi   | 5  | 1 | 0   | 0   | 4 | 9  | 15 | -6  | 3  |

### Riconoscimenti individuali
- Miglior portiere: Mantas Armalis -  Lituania
- Miglior difensore: Ben O'Connor -  Regno Unito
- Miglior attaccante: Lee Yong-jun -  Corea del Sud

### Classifica marcatori
| Giocatore        | PG | G | A | Pt | +/- | MP |
| ---------------- | -- | - | - | -- | --- | -- |
| Michael Swift    | 5  | 5 | 4 | 9  | +8  | 14 |
| Andrei Makrov    | 5  | 6 | 2 | 8  | -3  | 2  |
| Kim Ki-sung      | 5  | 4 | 4 | 8  | +5  | 4  |
| Mike Testwuide   | 5  | 4 | 4 | 8  | +9  | 0  |
| Kim Sang-wook    | 5  | 3 | 5 | 8  | +4  | 6  |
| Andrew Murray    | 5  | 3 | 5 | 8  | +1  | 4  |
| Brock Radunske   | 5  | 0 | 7 | 7  | +4  | 0  |
| Ryan Kinasewich  | 5  | 4 | 2 | 6  | -2  | 0  |
| Nathan Perkovich | 5  | 4 | 2 | 6  | +2  | 18 |
| Cho Min-ho       | 5  | 3 | 2 | 5  | +2  | 2  |

Fonte: IIHF.com

### Classifica portieri
| Giocatore      | Min    | TC  | GS | SO | MGS  | Sv%   |
| -------------- | ------ | --- | -- | -- | ---- | ----- |
| Mantas Armalis | 298:59 | 178 | 11 | 1  | 2.91 | 93.82 |
| Ian Meierdres  | 204:21 | 98  | 8  | 0  | 2.35 | 91.84 |
| Ben Bowns      | 299:04 | 122 | 10 | 0  | 2.01 | 91.80 |
| Mark Dekanich  | 259:51 | 128 | 11 | 0  | 2.54 | 91.41 |
| Park Sung-je   | 238:51 | 83  | 8  | 1  | 2.01 | 90.36 |

Fonte: IIHF.com